# Megri
Megri (Armeens: Մեղրի) is een stad in het zuiden van de Armeense provincie Sjoenik nabij de grens met Iran. Megri heeft een merkelijk zachter klimaat dan de rest van Armenië waardoor er in de omgeving fruitsoorten worden geteeld die in de rest van het land niet gedijen, zoals granaatappel. Vlak bij Megri ligt een Russische militaire basis waar 2000 soldaten zijn gelegerd die samen met Armeense soldaten de grens met Iran bewaken. 

## Etymologie
De naam van de stad is afgeleid van het woord voor honing in het Armeens.

## Ligging
De stad ligt ongeveer 376 kilometer ten zuiden van de hoofdstad Jerevan en 73 kilometer zuidelijker dan de provinciehoofdstad Kapan. Megri ligt aan de gelijknamige rivier, dat een zijrivier is van de Aras. De stad ligt tegen de grens aan met Iran, maar wordt hiervan gescheiden door de Aras. Enkele kilometers zuidelijker ligt Agarak, die stad heeft een grensovergang met het buurland.

## Economie
De economie van Megri bestaat vooral uit voedingsindustrie, zo zijn de belangrijkste bronnen van inkomsten de industriële bakkerij, de conservenfabriek en de wijnbouw. De stad is ook belangrijk voor de Armeens-Iraanse handel, zo loopt de Iraans-Armeense aardgaspijpleiding door Megri.

## Toerisme
Veel toeristen die door de stad reizen gaan door naar Iran om hun reis te vervolgen. Voor hen is de stad een belangrijke tussenstop, waar ongeveer tien hotels zijn gevestigd.
Abovjan · Agarak · Achtala · Alaverdi · Aparan · Ararat · Armavir · Artasjat · Artik · Artsvasjen · Asjtarak · Berd · Bjoeregavan · Dastakert · Darakert · Dilidzjan · Dzjermoek · Etsjmiadzin · Gavar · Goris · Gjoemri · Hrazdan · Idzjevan · Jechegnadzor · Jegvard · Kadzjaran · Kapan · Maralik · Martoeni · Masis · Megri · Metsamor · Nojemberjan · Nor Hatsjen · Odzoen · Sevan · Sisian · Sjamloeg · Spitak · Stepanavan · Talin · Tasjir · Toemanjan · Tsachkadzor · Tsjambarak · Tsjarentsavan · Vajk · Vanadzor · Vardenis · Vedi · Jerevan